# Jack Real
Jack G. Real, vollständig Jack Garrett Real(* 31. Mai 1915; † 6. September 2005 in Mission Hills) war ein US-amerikanischer Flugpionier und Entwickler des Hubschraubers Apache.
Real war Vizepräsident von Lockheed Martin Corp. und später Präsident von McDonnell Douglas Helicopter Co.